# Bayadera bidentata
Bayadera bidentata là loài chuồn chuồn trong họ Euphaeidae (Epallagidae). Loài này được Needham mô tả khoa học đầu tiên năm 1930.